# Changsha IFS Tower T1
Changsha IFS Tower T1 è un grattacielo situato a Changsha nella provincia di Hunan in Cina. È alto 452 metri ed è il sesto edificio più alto della Cina. La costruzione è iniziata nel 2013 ed è stata completata nel 2017.